# Wadim Borissowitsch Schawrow
Wadim Borissowitsch Schawrow (russisch Вадим Борисович Шавров, wiss. Transliteration Vadim Borisovič Šavrov; * 26. Oktoberjul. / 7. November 1898greg. in Moskau; † 12. Dezember 1976 ebenda) war ein sowjetischer Flugzeugkonstrukteur. Andere Quellen geben den 26. Oktober 1889 als Geburtstag und den 26. Februar 1977 als Todestag an.

## Leben

Wadim Schawrow (links neben dem mittig in der ersten Reihen sitzenden Dmitri Grigorowitsch) als OMOS-Mitarbeiter 1926 in Leningrad

Schawrow ging in Petrograd zur Schule und verließ das Gymnasium im Jahre 1916. Von 1918 bis 1920 arbeitete er beim Eisenbahnbau und studierte anschließend am Institut für Verkehrswesen. Nach seinem Abschluss im Jahre 1924 wandte er sich dem Flugzeugbau zu. Er kam in das OMOS-Konstruktionsbüro (OKB) von Dmitri Grigorowitsch und erlernte so die Grundlagen der Flugzeugkonstruktion. Ab 1929 begann er eigene Modelle zu entwerfen. Die bekannteste Konstruktion ist die Schawrow Sch-2, ein Amphibienflugzeug, das er 1930 entwarf.
Nach dem Zweiten Weltkrieg ging er an das Moskauer Luftfahrtinstitut.
Schawrow arbeitete ab 1960 auch als Luftfahrthistoriker und brachte 1969 das Standardwerk Die Geschichte der Flugzeugkonstruktionen in der UdSSR bis 1938. Nach seinem Tode erschien 1978 Die Geschichte der Flugzeugkonstruktionen in der UdSSR 1938–1950 heraus. Ein dritter Teil Die Geschichte der Flugzeugkonstruktionen in der UdSSR 1950–1965 erschien 2002, ohne jedoch den Namen Schawrow zu benutzen.
Neben seinem Hauptberuf war Schawrow auch ein engagierter und wissenschaftlich ernsthafter Käfersammler. Er schrieb ein Kapitel zur Unterfamilie Chrysomelidae: Donaciinae für den entsprechenden Band von „Die Fauna der UdSSR“ (Фауны СССР), der jedoch unveröffentlicht blieb. Bekannter unter Entomologen wurde seine bedeutende Sammlung von Bockkäfern (Cerambycidae), die er über viele Jahrzehnte zusammenstellte.